# Van Vliet (achternaam)
Van Vliet is een Nederlandse achternaam. In 2014 waren er wereldwijd 21.930 mensen met deze achternaam, in 2007 woonden daarvan 16.353 in Nederland. Van Vliet staat in dat land op de veertigste plaats van de lijst met veel voorkomende namen. Verder komt deze achternaam relatief frequent voor in de landen Canada, de Verenigde Staten en Zuid-Afrika.

Varianten op de naam Van Vliet zijn: Van der Vliet en Van de Vliet.
Het meest komt deze achternaam voor in de provincie Zuid-Holland. De gemeente met de meeste naamdragers (886 inwoners in 2007) is Rotterdam.

## Personen met de naam Van Vliet op de Nederlandstalige Wikipedia
- Adam van Vliet, Nederlands architect
- Albertine van Vliet-Kuiper, Nederlands politicus
- Arie van Vliet, Nederlands wielrenner
- Carolyne Van Vliet, Nederlands-Amerikaans natuurkundige
- Bernard Martens van Vliet, Nederlands schrijver
- Denise van Vliet, Nederland voetballer
- Dominique van Vliet, Nederlands presentatrice
- Don Van Vliet, Amerikaanse zanger
- Eddy van Vliet, Belgisch dichter
- Ewald van Vliet, Nederlands politicus
- Ferry van Vliet, Nederlands voetballer
- Hans van Vliet (Leger des Heils), commandant van het Leger des Heils in Nederland
- Hans van Vliet (presentator), voormalig dj en sportverslaggever van Radio Rijnmond
- Hendrick Cornelisz. van Vliet, Nederlands kunstschilder
- Herman van Vliet, Nederlands organist
- Jan Gillisz. van Vliet, Nederlands prentmaker
- Jef van Vliet, Nederlands voetbalscheidsrechter
- Jeffrey van Vliet, Nederlands schaker
- Jeremias van Vliet, Gouverneur
- Jeroen van Vliet, Nederlands jazzpianist
- Leo van Vliet, Nederlands wielrenner
- Marcellus Bisdom van Vliet (1729-1806), burgemeester van Gouda
- Marcellus Bisdom van Vliet (1806-1877), burgemeester van Haastrecht
- Nel van Vliet, Nederlands zwemmer
- Paul van Vliet, Nederlands cabaretier
- Riny van Vliet, Nederlands politicus
- Roland van Vliet, Nederlands politicus
- Ronald van Vliet, Nederlands sportbestuurder
- Simon van Vliet, Nederlands voetballer
- Stefanie van Vliet, Nederlands politicus
- Teun van Vliet, Nederlands wielrenner
- Teus van Vliet, Nederlands verzetsstrijder